# Basil Zecchinel
Basil Zecchinel (* 10. September 1993 in Kreuzlingen) ist ein Schweizer Regisseur.

## Leben
Basil Zecchinel wuchs in Kreuzlingen auf. In seiner Jugend engagierte er sich politisch und war Co-Präsident der JUSO Thurgau. Ab 2015 studierte er an der Universität Zürich Philosophie und Germanistik. Parallel arbeitete er als Regieassistent am Theater Neumarkt mit den Regisseuren Tom Kühnel, Pınar Karabulut, Friederike Heller und Heike M. Goetze.
2019 nahm er ein Regiestudium an der Hochschule für Schauspielkunst Ernst Busch in Berlin auf. Im Rahmen seiner Ausbildung wurde er für künstlerische Austauschprogramme an die Theaterakademie Helsinki sowie an die escola de teatro in São Paulo eingeladen. Darüber hinaus assistierte er Thomas Ostermeier bei einer Inszenierung am Dramaten in Stockholm sowie Anna Bergmann (Regisseurin) bei einer Opernproduktion beim Lausitz Festival.
Zecchinel realisierte während des Studiums Regiearbeiten am Schauspielhaus Graz, am Neues Theater (Halle (Saale)) sowie am Theater Orchester Biel Solothurn. Mit seiner Inszenierung am neuen theater in Halle erhielt er 2024 sein Diplom als Schauspiel Regisseur.
Eine enge künstlerische Zusammenarbeit verbindet ihn mit Paula Kläy und Guido Wertheimer, mit denen er verschiedene Stücke entwickelte. Gemeinsam mit Clara Schiltenwolf schrieb Zecchinel das Hörspiel Requiem for a Lobster, das beim Deutschlandfunk gesendet wurde.
Basil Zecchinel lebt in Berlin.

## Inszenierungen
- 2024: 28 Milliarden von Paula Kläy / Guido Wertheimer, Schauspielhaus Graz[6][7][8]

- 2024: Auf Hoher See von Sławomir Mrożek, Theater Orchester Biel Solothurn[9]

- 2024: bakkhai von Anne Carson, Bühnen Halle[10][11]

- 2025: Rabatt von Nora Abdel-Maksoud, Schauspielhaus Graz[12][13][14]

## Hörspiele
- 2025: Requiem for a Lobster von Clara Schiltenwolf / Basil Zecchinel, Regie: Basil Zecchinel, Clara Schiltenwolf Original-Hörspiel, Deutschlandfunk/Hochschule für Schauspielkunst Ernst Busch[15]

## Publikationen
- Rechnung an Theater der Zeit. Erschienen in: Theater der Zeit: Überschreibungen des Kanons – Antike und Gegenwart – „Ajax“ von Thomas Freyer (01/2024)[16]